# Francesco Saverio Borrelli
Francesco Saverio Borrelli (Napoli, 12 aprile 1930 – Milano, 20 luglio 2019) è stato un magistrato italiano.
(Francesco Saverio Borrelli)

## Biografia
Figlio di Manlio, ex presidente della corte d'appello di Milano, e di Amalia Jappelli, si laureò a Firenze in giurisprudenza con una tesi intitolata Sentimento e sentenza, relatore Piero Calamandrei. Entrò in magistratura nel luglio del 1955 come pubblico ministero. Si era anche diplomato nel 1952, come privatista, in pianoforte presso il Conservatorio L. Cherubini di Firenze. Nel dicembre del 1983 divenne Procuratore aggiunto presso il tribunale di Milano, e tenne tale incarico fino al maggio del 1988, data in cui divenne capo dello stesso ufficio. Dal marzo 1999 alla pensione nell'aprile 2002 è stato procuratore generale della Corte d'appello milanese.
La quasi totalità della sua carriera giudiziaria - circa 40 anni - ha avuto come epicentro il capoluogo lombardo, dove è stato giudice presso il tribunale, consigliere della corte d'appello, presidente di sezione del tribunale, per poi passare all'ufficio del PM. Nel febbraio 1992, con l'inizio dell'inchiesta sul Pio Albergo Trivulzio cominciò l'era di tangentopoli e diresse il pool di magistrati che indagarono sullo scandalo politico di Mani pulite insieme ad Antonio Di Pietro, Ilda Boccassini, Piercamillo Davigo e Gherardo Colombo e si segnalò come uno dei magistrati più determinati: fu lui, ad esempio, a spedire il 15 dicembre 1992 al leader socialista Bettino Craxi il primo avviso di garanzia. Nel dicembre 1993 suscitarono ampia eco le sue affermazioni rivolte ai candidati delle successive elezioni politiche («Se hanno scheletri nell'armadio, li tirino fuori prima che li troviamo noi.»).
Accompagnò il corso delle inchieste di Mani pulite anche dopo il crollo della Prima Repubblica, fino a quando, dal 1999 al 2002, per sua stessa richiesta, rivestì la carica di procuratore generale presso la corte d'appello di Milano. Il 12 gennaio 2002 in questa veste concluse nella sua relazione, all'inaugurazione dell'anno giudiziario in corte d'appello, con la frase, ripresa dal discorso del 1917 di Vittorio Emanuele Orlando dopo la disfatta di Caporetto, «resistere, resistere, resistere» contro le riforme del governo Berlusconi, frase che ebbe successo come slogan e che è stata successivamente definita come sua "eredità morale".
Il 23 maggio del 2006, dopo un grave scandalo che coinvolse pesantemente il mondo del calcio italiano, fu nominato capo dell'ufficio indagini FIGC dal commissario straordinario di tale organismo, Guido Rossi. In seguito alle dimissioni di quest'ultimo nel settembre 2006, durante un'audizione parlamentare a Montecitorio, Borrelli lasciò a sua volta l'incarico, per poi ritornare dopo aver parlato con il nuovo commissario straordinario, Luca Pancalli. Abbandonò definitivamente l'incarico nel giugno 2007. Nel marzo dello stesso anno fu nominato, su proposta del Consiglio Accademico, Presidente del Conservatorio di Milano. Insieme all'ex collega e amico Gerardo D'Ambrosio, fu tra i firmatari dell'appello per la candidatura di Walter Veltroni alla guida del Partito Democratico, in vista delle elezioni del 14 ottobre 2007.
Borrelli è morto il 20 luglio 2019 dopo una lunga malattia alla Fondazione IRCCS Istituto Nazionale dei Tumori di Milano, dove era ricoverato per un tumore al cervello.. Per sua volontà espressa già parecchi anni prima del decesso, dopo la cremazione è stato sepolto a Courmayeur.
Dal 22 gennaio 2020 è attiva una petizione su Change.org per dedicare una via di Milano all'illustre magistrato. La proposta viene raccolta dalla consigliera comunale Patrizia Bedori del Movimento 5 Stelle e si guadagna il favore dei consiglieri di M5S, PD e Lega, mentre si esprimono in maniera contraria quelli di Forza Italia.
Il 2 novembre 2020 il suo nome è stato iscritto nel Famedio di Milano.

## Opere
- Corruzione e giustizia. Mani pulite (1992-1998) nelle parole del procuratore Francesco Saverio Borrelli, a cura di Corrado De Cesare, Milano, Kaos, 1999. ISBN 88-7953-082-8.
- Antonio Tabucchi e un dialogo con Francesco Saverio Borrelli, Roma, Gruppo Editoriale L'Espresso, 2016.
- Resistere, resistere, resistere, Garzanti Editore, Milano, 2020. ISBN 9788811815716

## Nella cultura di massa
- 1992, regia di Giuseppe Gagliardi, serie tv con Giuseppe Cederna nei panni di Francesco Saverio Borrelli (2015).